# Erateina punsara
Erateina punsara är en fjärilsart som beskrevs av Paul Dognin 1883. Erateina punsara ingår i släktet Erateina och familjen mätare. Inga underarter finns listade i Catalogue of Life.